# محاكمة بالتعذيب

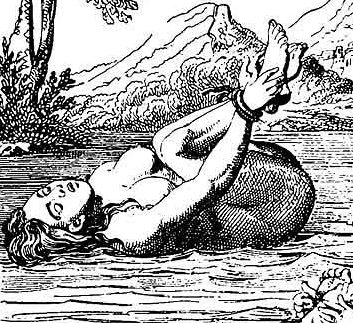
المُحاكمة بالماء، أحد طُرق المُحاكمة بالتعذيب. يأخذ المُدعى عليه رشفة من الماء المُقدس ثم يُلقى في بركة من الماء. إذا "قَبله" الماء على أنه طاهر (أي إذا غرق الى القاع)، فإنه يُعتبر بريء من التُهمة. أما إذا طفى على السطح، فهوَ مُذنب.

المُحَاكمَة بالتَعْذِيب، عبارة عن مُمارسة قضائية قديمة يتم من خلالها تحديد ذنب المُتهم أو براءته من خلال إخضاعه لتجربة مؤلمة، وخطيرة في العادة. في أوروبا خلال العصور الوسطى، مثل المُحاكمة بالنزال، كانت المُحاكمة عن طريق التعذيب تُعتبر أحيانًا "حُكمًا من الله"، إجراء قائم على فرضية أن الله سيُساعد الأبرياء بعمل مُعجزة نيابة عنهُم. هذه المُمارسة لها جذور أقدم بكثير، وشهدت على أنها تعود إلى قانون حمورابي وقانون أورنامو. في مُجتمع ما قبل الحداثة، كانت وسيلة التعذيب تًصنف عادةً جنبًا إلى جنب مع القَسم والشهود كوسيلة مركزية للوصول إلى حُكم قضائي.
منع البابا «إنوسنت الثالث» المُجتمع الكهنوتي للمُحاكمة بالنار والماء في مُجمع لاتران الرابع عام 1215 واستبدله بالقَسم. أصبحت المُحاكمات عن طريق التعذيب أكثر نُدرة على مدار العصور الوسطى المتأخرة، لكن هذه الممارسة لم تتوقف حتى القرن السادس عشر، وسيستمر استخدام بعض المُحاكمات بالتعذيب حتى القرن السابع عشر خلال حقبة صيد الساحرات.

## الطُرق

### المُحاكمة بالنار
تتطلب هذه الطريقة عادة أن يسير المُتهم مسافة مُعينة، عادة 3 متر أو عددًا معينًا من الخطوات، على حديدة ساخنة أو أن يُمسك بها لفترة. يتم إثبات البراءة أحيانًا من خلال النقص التام في الإصابة، ولكن كان من الشائع أن يتم تضميد الجرح وإعادة فحصه بعد ثلاثة أيام من قبل كاهن، الذي سيعلن أن الله قد تدخل لشفائه، أو أن الجُرح كان مُتقيحًا. - في هذه الحالة يتم نفي المُشتبه به أو إعدامه. قصة واحدة شهيرة عن هذه الطريقة تتعلق بوالدة الملك الأنجلو ساكسوني «إدوارد المُعترف»، «إيما نورماندي». وفقًا للأسطورة، تم اتهامها بالزنا مع المطران «ألفوين من وينشستر»، لكنها أثبتت براءتها من خلال السير حافي القدمين على حديدة ساخنة دون أن تُصاب بأذى.

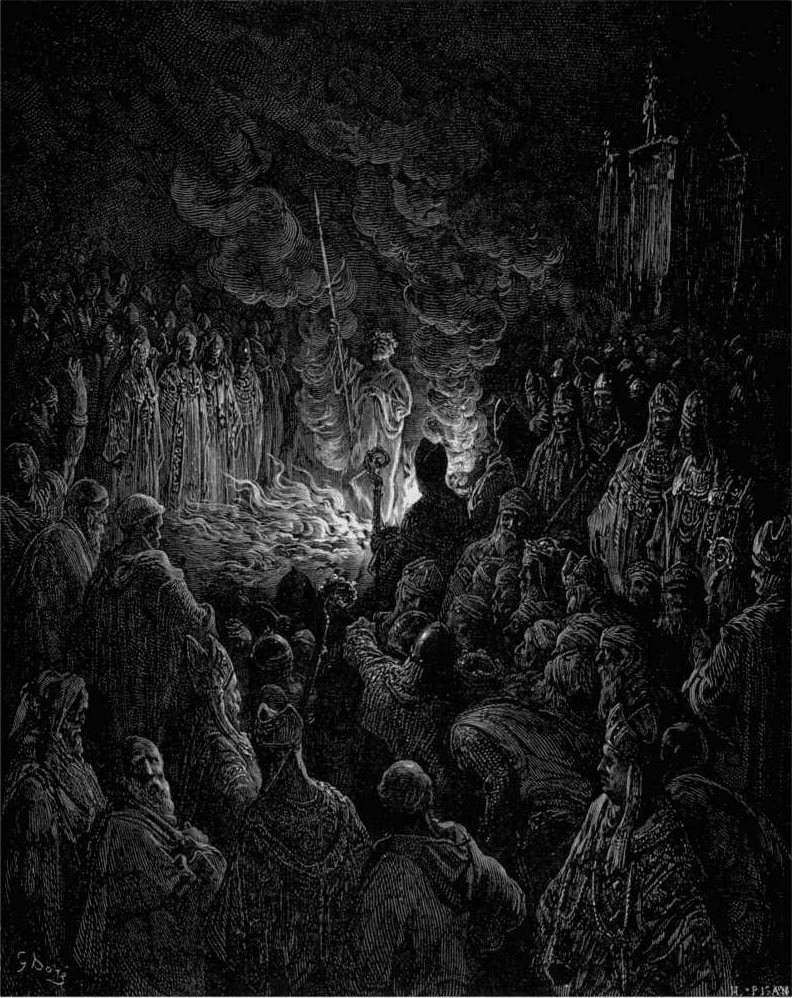
مُحاكمة «بطرس بارثولوميو» بالنار.

خلال الحملة الصليبية الأولى، يُزعم أن الروحاني الفرنسي «بطرس بارثولوميو» قد مر بمُحاكمة النار في عام 1099 باختياره لدحض تُهمة أن اكتشافه المزعوم للحربة المُقدسة كان احتياليًا. بعدها توفي مُتأثراً بجراحه.
تم تبني المُحاكمة بالتعذيب في القرن الثالث عشر من قبل الدول التي خلفت الإمبراطورية البيزنطية، إمارة نيقية وإمارة إپيروس. يتكهن المؤرخ «مايكل أنجولد» بأن هذا الابتكار القانوني جاء على الأرجح من خلال "المُرتزقة الغربيين الذين كانوا في الخدمة البيزنطية قبل وبعد عام 1204". تم استخدامه لإثبات براءة المُتهم في حالات الخيانة واستخدام السحر للتأثير على صحة الإمبراطور. كانت الحالة الأكثر شهرة عندما اتُهم الإمبراطور «ميخائيل باليولوج» بالخيانة، لقد تجنب مسك الحديده الساخنة من خلال القول إنه لن يحملها إلا إذا سُلمت لهُ من يدي مطران فوقاس العارية. ومع ذلك، نظر البيزنطيون إلى المحاكمة عن طريق التعذيب باشمئزاز واعتبروها ابتكارًا بربريًا يتعارض مع القانون البيزنطي والشرائع الكنسية. يُلاحظ «أنجولد»، "إن إلغائها بواسطة الإمبراطور ميخائيل باليولوج كان محل استحسان عالمي".
في عام 1498، حاول الراهب الدومينيكي «جيرولامو سافونارولا»، زعيم حركة الإصلاح في فلورنسا الذي ادعى رؤى نبوية عن نهاية العالم، إثبات حقيقة الموافقة الإلهية على مُهمته من خلال الخضوع لمحاكمة بالنار. كانت المحاكمة الأولى من نوعها منذ أكثر من 400 عام، وكانت إخفاقًا تامًا لـ«سافونارولا»، حيث أخمد المطر المُفاجئ النيران، وألغى الحدث، واعتبر المتفرجون الامر علامة من الله عليه. اعتقلته محاكم التفتيش المُقدسة بعد ذلك بوقت قصير، وأدين «سافونارولا» بالهرطقة وشُنق في ساحة ديلا سيجنوريا في فلورنسا.
أُستُخدمت النار مُنذ القِدم لأغراض قضائية في بلاد فارس. قد يُطلب من الأشخاص المُتهمين بالغش في العقود أو الكذب إثبات براءتهم من خلال مُحاكمة النار كاختبار نهائي. من الأمثلة على هذه المُحاكمة أن يكون المتهم مُضطراً إلى المرور عبر النار، أو سكب معدن مُنصهر على صدره. كان هناك حوالي 30 من هذه الاختبارات النارية في المجموع. إذا مات المُتهم، فقد أُدين؛ إذا نجى، فهو بريء، بعد أن حماه ميثرا والآلهة الأخرى. كان أبسط شكل من هذه الطُرق يتطلب من المُتهم أداء اليمين، ثم شرب جُرعة من الكبريت. في الثقافة الفارسية القديمة، كان يُعتقد أن للنار ارتباط وثيقًا بالحقيقة.
في الهند القديمة، عُرِفت المحاكمة بالنار باسم "اجنيباريكشا"، وفيها يتم استدعاء آجني، إله النار، من قبل الكاهن باستخدام المانترا. بعد الاحتجاج، يتم بناء محرقة وإشعالها، ويطلب من المُتهم الجلوس عليها. وفقًا للأساطير الهندوسية، فإن إله النار يحفظ المُتهم إذا كانوا أبرياء، وإلا فسيتم حرقه وتحويله إلى رماد.

### المُحاكمة بالزيت المغلي
تمت مُمارسة المُحاكمة بالزيت المغلي أجزاء مُعينة من غرب إفريقيا، مثل توغو. هُناك طريقتين أساسيتان من هذه المُحاكمة. في إحداها، يُطلب من المُتهمين استرداد غرض مُعين من حاوية زيت مغلي، مع إدانة أولئك الذين يرفضون المُهمة. وفي الحالة الأخرى، يتعين على كل من المُتهِم والمُتَهم استعادة غرض من الزيت المغلي، مع إعلان براءة الشخص أو الأشخاص الذين بقيت يدهُم سليمة.

### المُحاكمة بالماء
وهي على نوعين:

#### بالماء الساخن

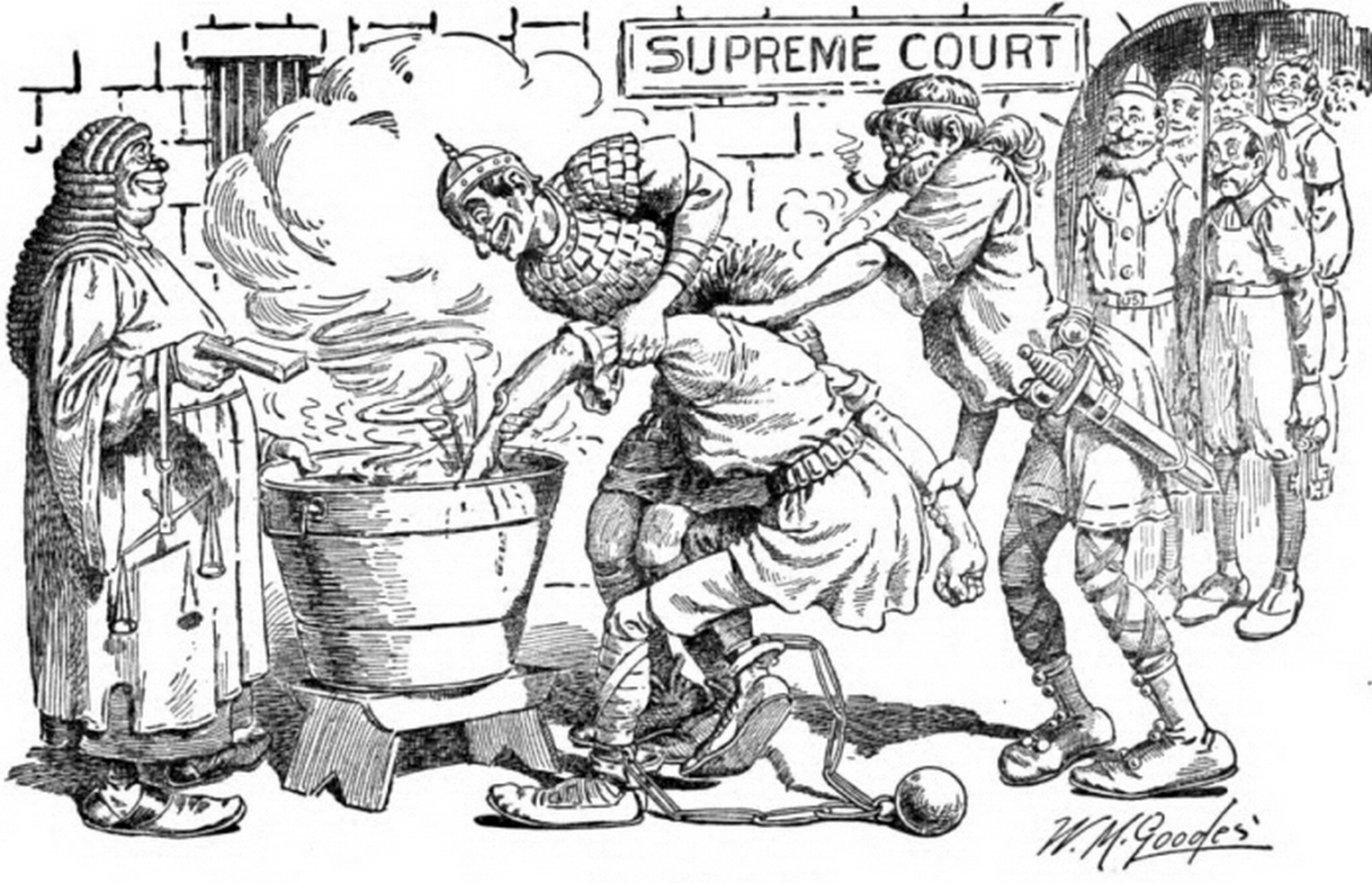
مُحاكمة بالماء الساخن.

تم ذكر هذه طريقة لأول مرة في القانون السالي خلال القرن السادس عشر، تطلبت مُحاكمة الماء الساخن من المُتهم أن يغمس يده في وعاء من الماء المغلي (في بعض الأحيان كان يُستخدم الزيت أو الرصاص بدلاً من ذلك) واستعادة حجر مُعين. كان تقييم الإصابة مُشابهًا لتقييم مُحاكمة النار. وصف الأسقف «غريغوري من تورز» مثالًا مُبكرًا (غير قضائي) للمُحاكمة في أواخر القرن السادس. وهو يصف كيف تفوق قديس كاثوليكي، على قديس آريوسي من خلال أخراج حجر من مرجل يغلي. قال «غريغوري» إن الأمر استغرق حوالي ساعة من القديس الكاثوليكي لإكمال المُهمة (لأن المياه كانت تغلي بشدة)، لكنه كان سعيدًا لأنه عندما حاول الآريوسي، أنسلخ جلدُه حتى مرفقه.
نصوص من عهد الملك «أثيلستان» تُسلط الضوء على بعض القوانين الملكية الأكثر تفصيلاً لاستخدام هذه الطريقة في إنجلترا الأنجلوسكسونية، تم العثور على مُمارسات لهذه الطريقة في نص قانوني مجهول المصدر كتُب في القرن العاشر. وفقًا لهذا النص، يجب أن يكون الماء قريبًا من درجة الغليان، والعمق الذي كان يجب استرداد الحجر منه يصل إلى الرسغ لحُكم "الطية الواحدة" وحتى المرفق لحكم "الطية الثُلاثية". يبدو أن التمييز بين الحكم ذو الطية الواحدة والحكم ذو الطية الثُلاثية يستند إلى خطورة الجريمة ومُرتكبها، حيث يتم أسناد الحكم ذو الطية الثُلاثية للجرائم الأكثر خطورة مثل الخيانة أو المجرمين سيئي السُمعة. تحدث المُحاكمة في كنيسة، بحضور كثيرين، يصلون إلى الله ليكشف الحقيقة. بعد ذلك، يتم تقييد اليد وفحصها بعد ثلاثة أيام لمعرفة ما إذا كانت تلتئم أو تتقيح. إذا لم يشفي الله جراحهم بعد ثلاثة أيام، فإن المُشتبه به مُذنب بارتكاب الجريمة. كانت هذه المُمارسة تحدُث في الكنائس الكاثوليكية النائية في القرن الثاني عشر.

#### بالماء البارد.

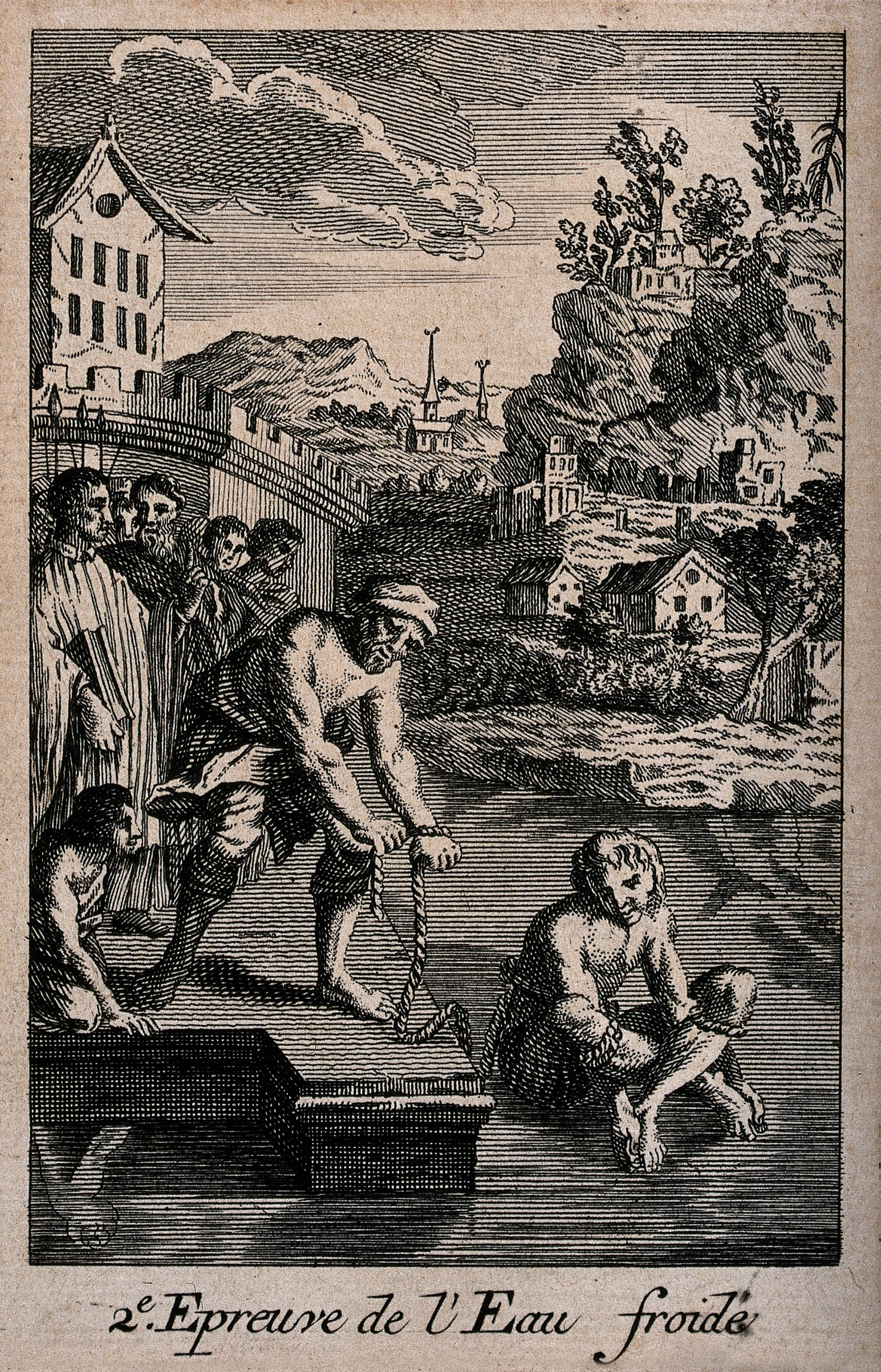
مُحاكمة بالماء البارد.

المُحاكمة بالماء البارد معروفة في القانون الثالث عشر من قانون أورنامو (أقدم قانون معروف على الأطلاق) والقانون الثاني من شريعة حمورابي. بموجب قانون أورنامو، كان الرجل الذي اتهم بما ترجمه بعض العلماء على أنه "شعوذة" يتعرض للمُحاكمة بالماء. إذا ثبتت براءة الرجل، كان المتهم ملزمًا بدفع ثلاثة شيكل للرجل الذي صدر بحقه الحكم. نص قانون حمورابي على أنه إذا تم اتهام رجل بأمر من قبل شخص آخر، فإن المُتهم يجب أن يقفز في النهر. إذا نجا المُتهم من هذه المُحاكمة، يتم تبرئته. إذا ثبت أن المُتهم بريء من هذه المُحاكمة، كان من المُقرر إعدام المُدعي، ويحق للمُتهم الاستيلاء على منزل المُدعي المتوفى.
تم تحديد هذه الممارسة أيضًا في قانون الفرنجة ولكن تم إلغاؤها من قبل الإمبراطور «لويس الوَرع» عام 829. عادت المُمارسة إلى الظهور في أواخر العصور الوسطى، عام 1338، كان من المُقرر غمر رجل مُتهم بالصيد الجائر في برميل ماء ثلاث مرات ويعتبر بريئا إذا غرق، ومذنبا إذا طاف.
ارتبطت المُحاكمة بالماء البارد في أوربا خلال فترة مُطاردة الساحرات في القرنين السادس عشر والسابع عشر، اذا غرق المُتهم فيُعتبر بريء وإذا طاف فهذا دليل على الشعوذة. تم إجراء المُحكمة بأستعمال حبل، بحيث يُمكن استرداد الشخص الذي يتم اختباره بعد المُحاكمة. جرت مُحاكمة ساحرة بمثل هذه الطريقة في سيجد، المجر في أواخر عام 1728. اختلف علماء الشياطين في تفسيراتهم حول سبب فعالية المُحاكمة بالماء، على الرغم من أن التفسيرات الروحية كانت الأكثر شيوعًا. جادل البعض بأن السحرة تطفو لأنهم تخلوا عن المعمودية عند دخولهم خدمة الشيطان. ادعى الملك «جيمس السادس» ملك اسكتلندا في كتابه "علم الشيطان" أن الماء كان عُنصرًا نقيًا لدرجة أنه ينفر المُذنب.

### المُحاكمة بالصليب
تم تقديم المُحاكمة بالصليب على ما يبدو في أوائل العصور الوسطى في مُحاولة لتثبيط المُحاكمة بالنزال بين الشعوب الجرمانية. كما هو الحال مع المُحاكمة بالنزال، وعلى عكس مُعظم المُحاكمات الأخرى، كان على المُتهم الخضوع للمُحاكمة مع المُدعي. كانت المُحاكمة تتم عن طريق وقوف المُدعي والمُتهم على جانبي صليب ويمدوا أيديهُم أفُقياً، أول من يُخفض ذراعيه يُعتبر المُذنب. تم وصف هذه المُحاكمة من قبل «شارلمان» عام 779 ومرة أخرى في عام 806. ألغى قانون من قبل «لويس الوَرع» عام 819  ومرسوم «لوثار الأول»، المُسجل عام 876، هذه المُحاكمة لتجنب الاستهزاء بالمسيح.

### المُحاكمة بالأبتلاع

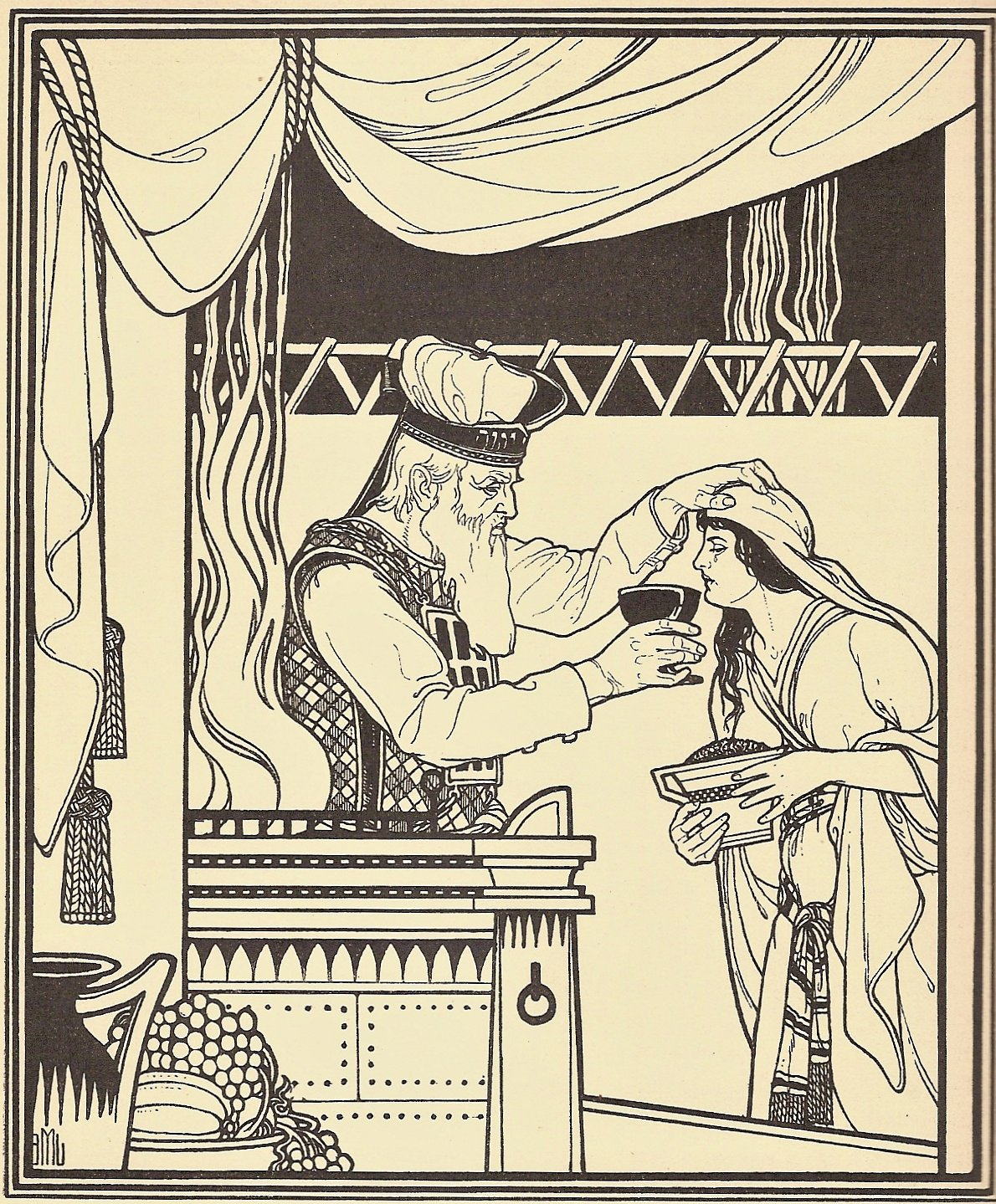
المُحاكمة بالأبتلاع.

ينص القانون الفرانكوني على أن يُعطى المُتهم خبزًا جافًا وجبنًا يباركهما كاهن. إذا اختنق المُتهم بالطعام، فيُعتبر مُذنبًا. تم تحويل هذا إلى المُحاكمة بالقربان المُقدس التي ذكرها «ريجينو من بروم» عام 900، كان على المُتهم أن يقسم يمين البراءة. كان يُعتقد أنه إذا كانت اليمين كاذبة، سيموت الشخص في نفس العام.
في سفر العدد كان على أن المرأة التي يُشتبه فيها بالزنا، أن تبتلع الماء المُقدس من أجل تحديد ذنبها. لن تتم إدانة المُتهمة إلا إذا "انتفخ بطنُها وتعفنت افخاذُها". جادل أحد الكتاب مؤخرًا بأن الإجراء له أساس عقلاني، ويتصور العقوبة فقط عند وجود دليل واضح على الحمل (بطن مُنتفخ) أو مرض تناسلي (فخذ مُتعفن)، ما لم تكن المرأة بالطبع قد حبلت من قبل زوجها؛ وبالتالي حتى الأشخاص التاريخيون كانوا يدركون جيدًا أن الحمل سيظهر بشكل واضح جدًا دون عناء الطقوس وشرب جرعات خاصة. يعتقد عُلماء آخرون أن الأجهاض هو التفسير الأكثر ترجيحًا؛ إذا تسبب الماء المُقدس في الإجهاض، فهذا دليل على الذنب.

### المُحاكمة بالسم
تقوم بعض الثقافات، مثل شعب آفيق في نيجيريا الحالية، بأستخدام حبة نبات كالابار السامة، والتي تحتوي على الفيزوستيغمين (هو قلويد شديد السُمية مُحاكي اللاودي)، في مُحاولة للكشف عن المُذنب. المُتهم الذي يتقيأ الحبة يكون بريْ. المُتهم الذي يمرض أو يموت يُعتبر مُذنبا.
يمكن أن يتهم سكان مدغشقر بعضهم البعض بجرائم مُختلفة، بما في ذلك السرقة والمسيحية والسحر بشكل خاص، والتي تكون فيها مُحاكمة تانجينا إلزامية بشكل روتيني. في عشرينيات القرن التاسع عشر، تسبب تناول البذور السامة في وفاة حوالي 1000 شخص سنويًا. ارتفع هذا المتوسط إلى حوالي 3000 حالة وفاة سنوية بين عامي 1828 و 1861.
كان "جزاء الخوخ" مُحاكمة قديمة شملت نبتات الخوخ أو مُستخلصاتها. يحتوي فُص الخوخ على الأميغدالين، والذي يتأيض الى سيانيد.
في أوائل أوروبا الحديثة، تم استخدام القداس بشكل غير رسمي كشكل من أشكال مُحاكمة السم، تم إجبار الطرف المُشتبه به الى أخذ القربان المقدس على أساس أنه إذا كان مُذنب، فسيكون ملعونًا إلى الأبد، وبالتالي عدم استعداده لإجراء الاختبار من شأنه أن يًعطي مؤشرا على ذنبه.

### المُحاكمة بالعشب
تقليد هذه المُحاكمة آيسلندي، ينطوي على المُتهم أن يسير تحت قطعة من العُشب. إذا سقط العشب على رأسه فهو مُذنب.

## إخماد المحاكم

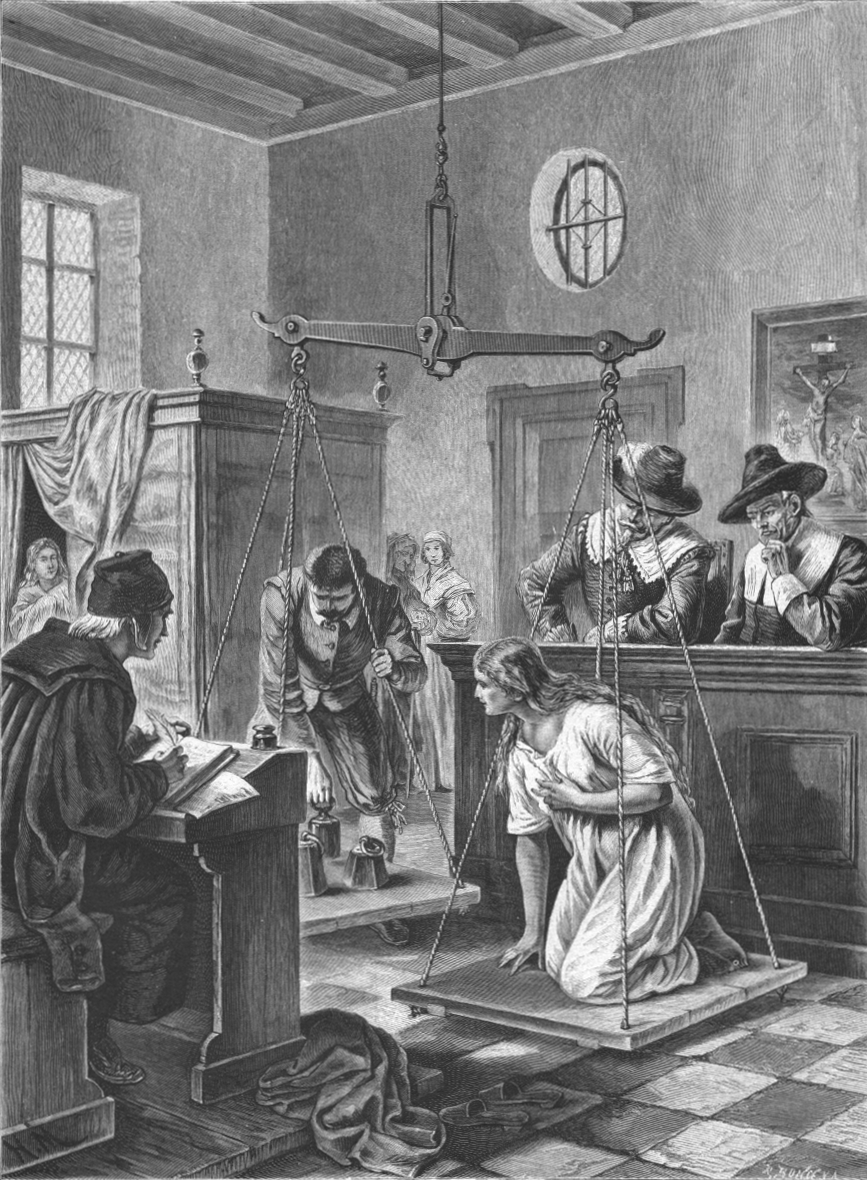
المُحاكمة بالميزان. ادعى القاضي «جاكوب ريكيوس» أن السحرة كانوا خفيفين بشكل خارق وأوصى بوزنهم كبديل للغمس.

عارض الباباوات عمومًا المُحاكمة بالتعذيب، على الرغم من وجود بعض الروايات التي تصف تعاونهم مع هذه المُمارسة. في البداية لم يكن هناك مرسوم عام ضد المحاكم، ولم يُعلن أنها غير قانونية إلا في حالات فردية. في النهاية، أصدر البابا «إنوسنت الثالث» في مجمع لاتران الرابع (1215) قانونًا يمنع مُباركة المشاركين قبل المُحاكمة. تبع هذا القرار المزيد من المحظورات من قبل المجامع الكنسية في القرنين الثالث عشر والرابع عشر. كان الإمبراطور الروماني المقدس «فريدريك الثاني» (1194-1250) أول ملك يُحرم بصراحة المُحاكمات بالتعذيب كونها كانت غير عقلانية. في إنجلترا، بدأت الأمور تتغير مع «هنري الثالث» (1220).
منذ القرن الثاني عشر، بدأت المُحاكمات تُرفض بشكل عام وتوقفت خلال القرنين الرابع عشر والخامس عشر. على الرغم من أن السلطة البابوية قد وقفت ضدها بشكل عام منذ «إنوسنت الثالث»، إلا أن التفاعل بين القانون العام والقانون الكنسي كان من شأنه أن يكون لعنة واضحة على المُمارسة المُعطاة في عام 1215 وعواقب غير مقصودة تجاوزت حدود السلطة الكنسية. قد تعتبر السلطات العلمانية مذنبة إذا اعتمدت على سلطة كتابية لتجنب المُحاكمات، وبعض الجرائم "السرية" (تلك التي لن يكون هناك عادة شهود عليها) لا يُمكن مُحاسبتُها بشكل فعال في النظام القانوني لذلك الوقت بأي وسيلة أخرى غير المُحاكمات. كان حظر «إنوسنت الثالث» من مشاركة رجال الدين في المحاكمة بالتعذيب في الأساس دعوة للسُلطات العلمانية من أجل الابتعاد عنها، وهي عملية استغرقت قرونًا لتكتمل.
في القرنين السادس عشر والسابع عشر، تم استخدام بعض أنواع المُحاكمات بالتعذيب مرة أخرى في مُطاردة الساحرات، على الرغم من أن هذه كانت تهدف في الواقع إلى أن تكون اختبارًا جسديًا لما إذا كان المتهم سوف يطفو، بدلاً من مُحاكمة تستدعي تدخُلًا الإهيًا لإثبات أو دحض الذنب، أي، "ساحرة طفتها طبيعةُ الساحرة"، ليس لأن الله تدخل وتسبب لها في الطفو، مُظهرًا بذلك ذنبها.

## المناهج النظرية
وفقًا لنظرية طرحها أستاذ الاقتصاد «بيتر ليسون»، قد تكون المُحاكمة بالتعذيب فعالة في فرز المذنب عن الأبرياء. على افتراض أن المُتهمين كانوا مؤمنين بالتدخل الإلهي للأبرياء، عندها فقط الأبرياء الحقيقيون هم من يختارون تحمل المُحاكمة؛ المدعى عليهم المذنبين سيعترفون أو يحسمون القضية بدلاً من ذلك. لذلك، تقول النظرية، يُمكن للكنيسة والسلطات القضائية بشكل روتيني التلاعب في المُحاكمة حتى يتمكن المشاركون - الذين يُفترض أنهم أبرياء - من أجتيازها. لدعم هذه النظرية، يُشير «ليسون» إلى مجال العرض الكبير الذي أعطي للكهنة في إدارة المحاكم وتفسير نتائجها. كما يشير إلى المُعدل العام المرتفع لتبرئة المُتهمين الذين يمرون بهذه المحاكم، عندما يتوقع المرء بشكل بديهي أن نسبة عالية جدًا من الأشخاص الذين يحملون مكواة حمراء ساخنة قد أصيبوا بحروق شديدة وبالتالي فشلوا في المُحاكمة. يشرح المؤرخ «بيتر براون» استمرار المحاكم وتلاشيها في نهاية المطاف بالقول إنها ساعدت في تعزيز إجماع الرأي في مُجتمع يعيش فيه الناس في أماكن قريبة وكان هُناك القليل من القوة المركزية. في عالم حيث "تغلغل المُقدس في شقوق المُدنس والعكس بالعكس" ، كانت المحاكم "مُعجزة مُسيطر عليها" كانت بمثابة نقطة إجماع عندما كان الخلاف من أكبر الأخطار على المجتمع. من هذا التحليل، يُجادل «براون» ان السُلطة المُتزايدة للدولة قللت من الحاجة والرغبة للمحاكم كأداة للإجماع، مما أدى في النهاية إلى اختفائها.

## المعرض

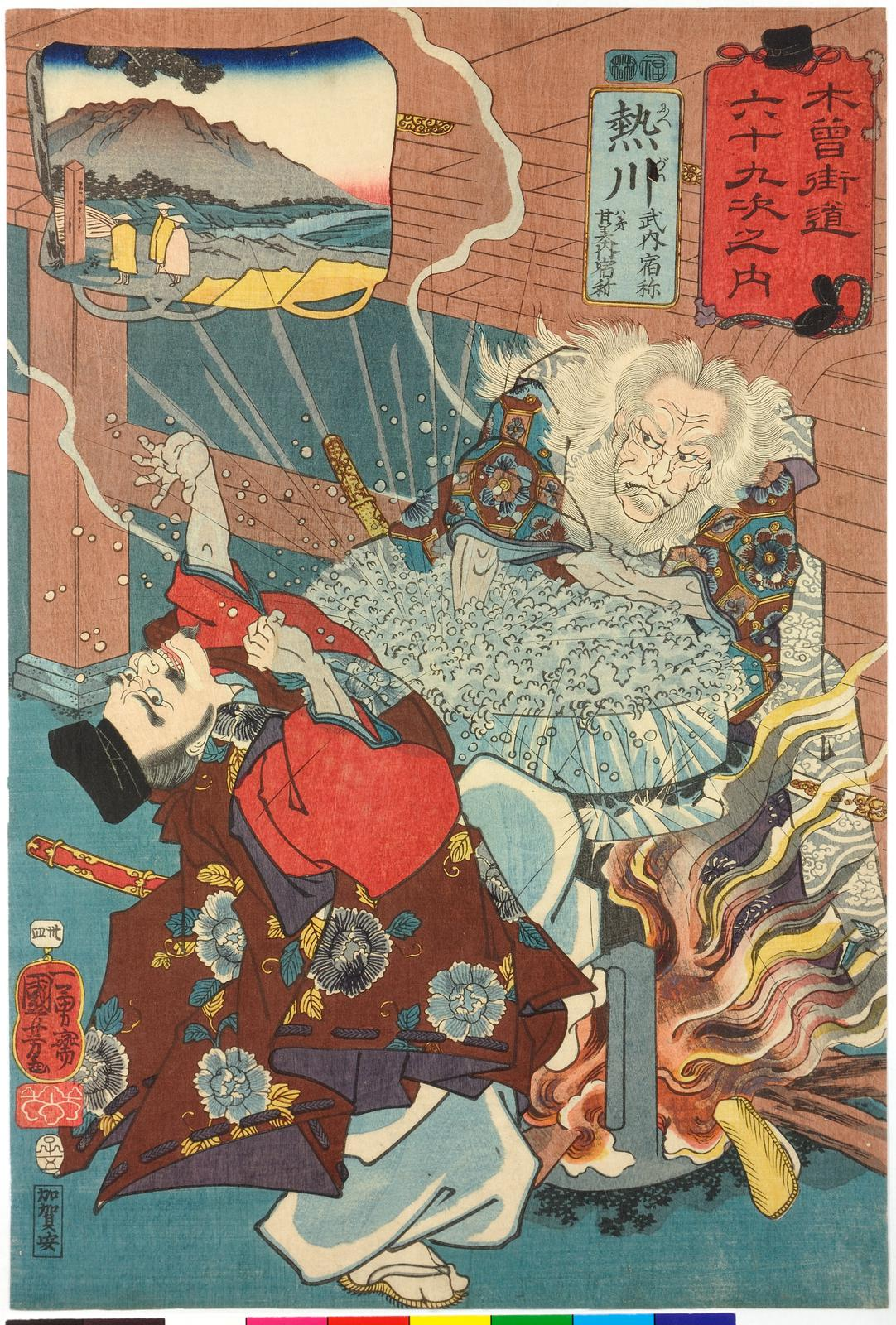
المُحاكمة بالماء الساخن
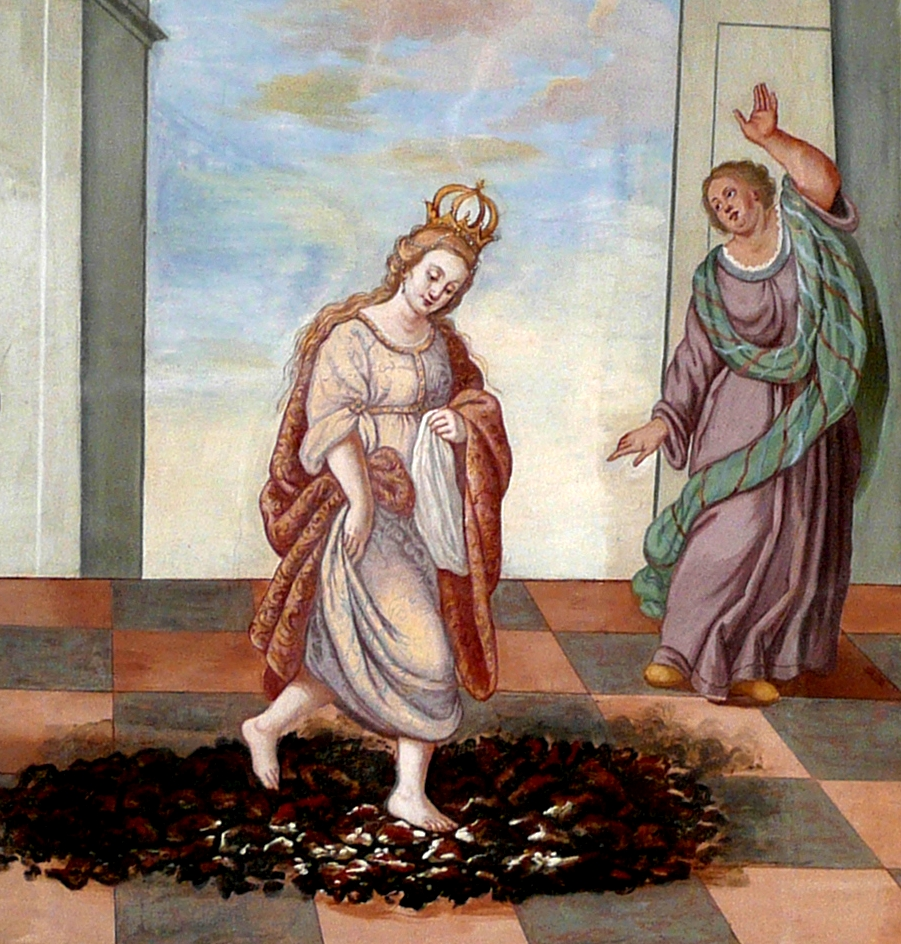
المُحاكمة بالنار
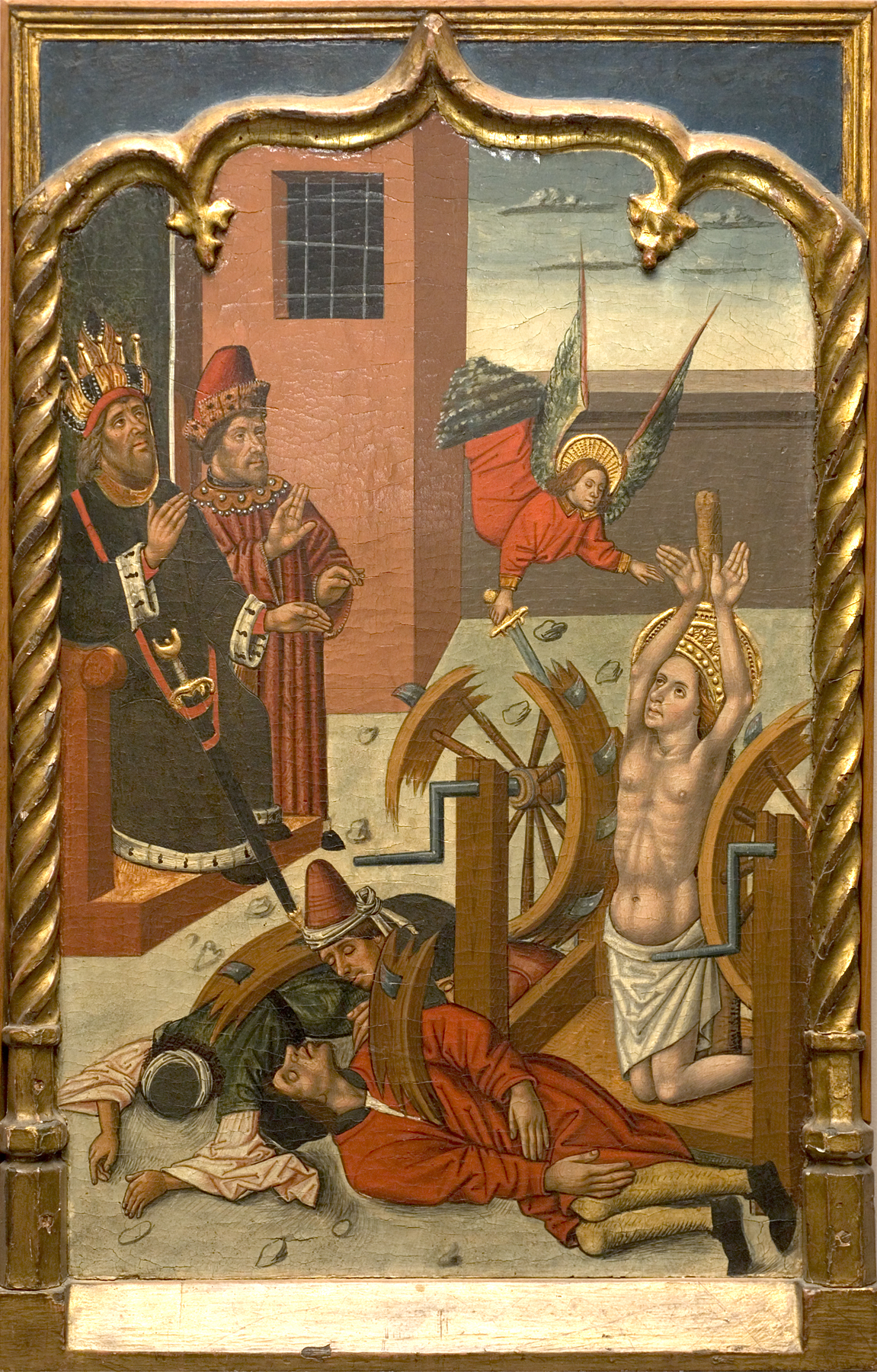
المُحاكمة بالعجلة
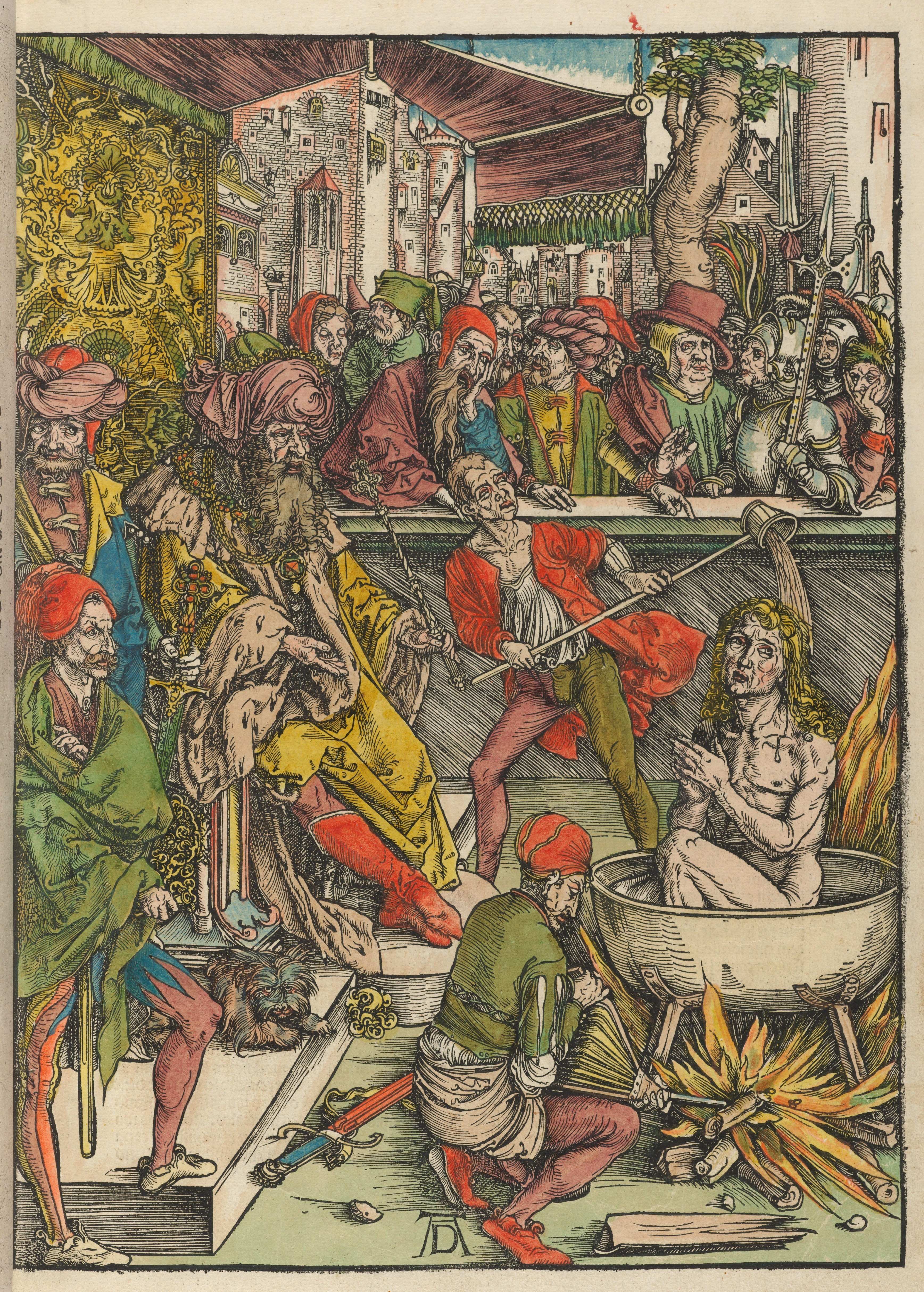
المُحاكمة بالزيت المغلي
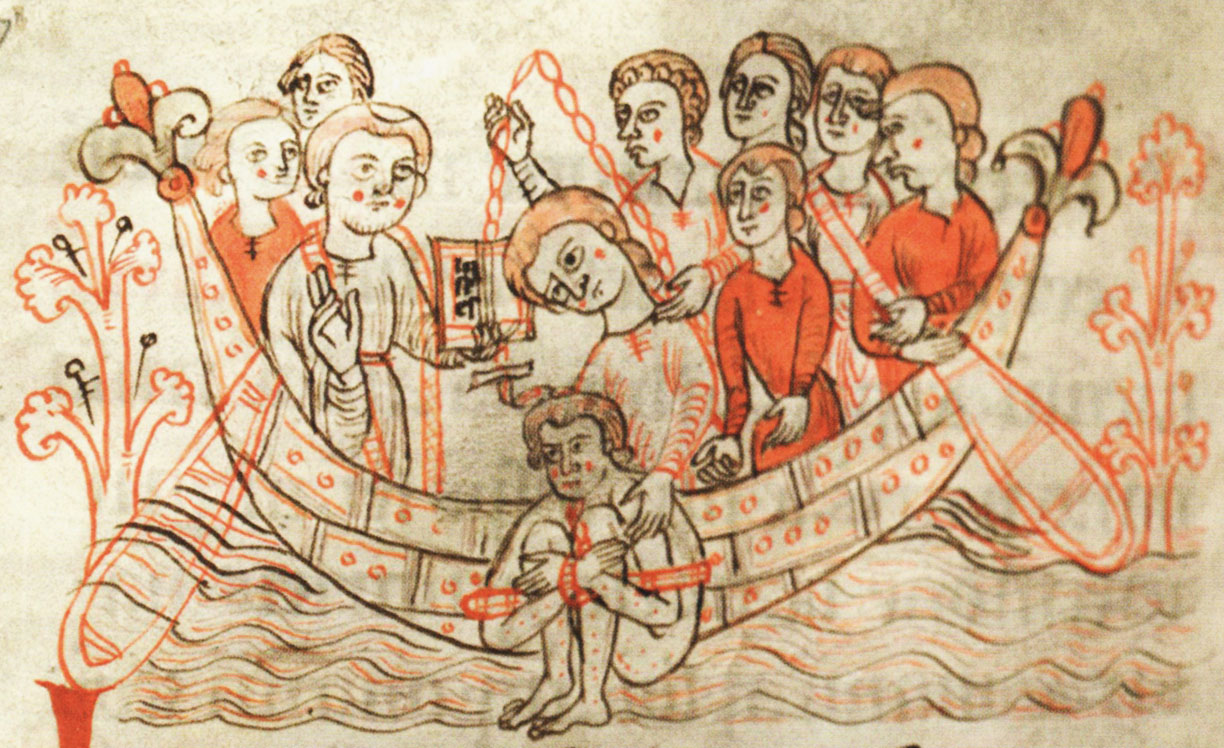
المُحاكمة بالماء البارد
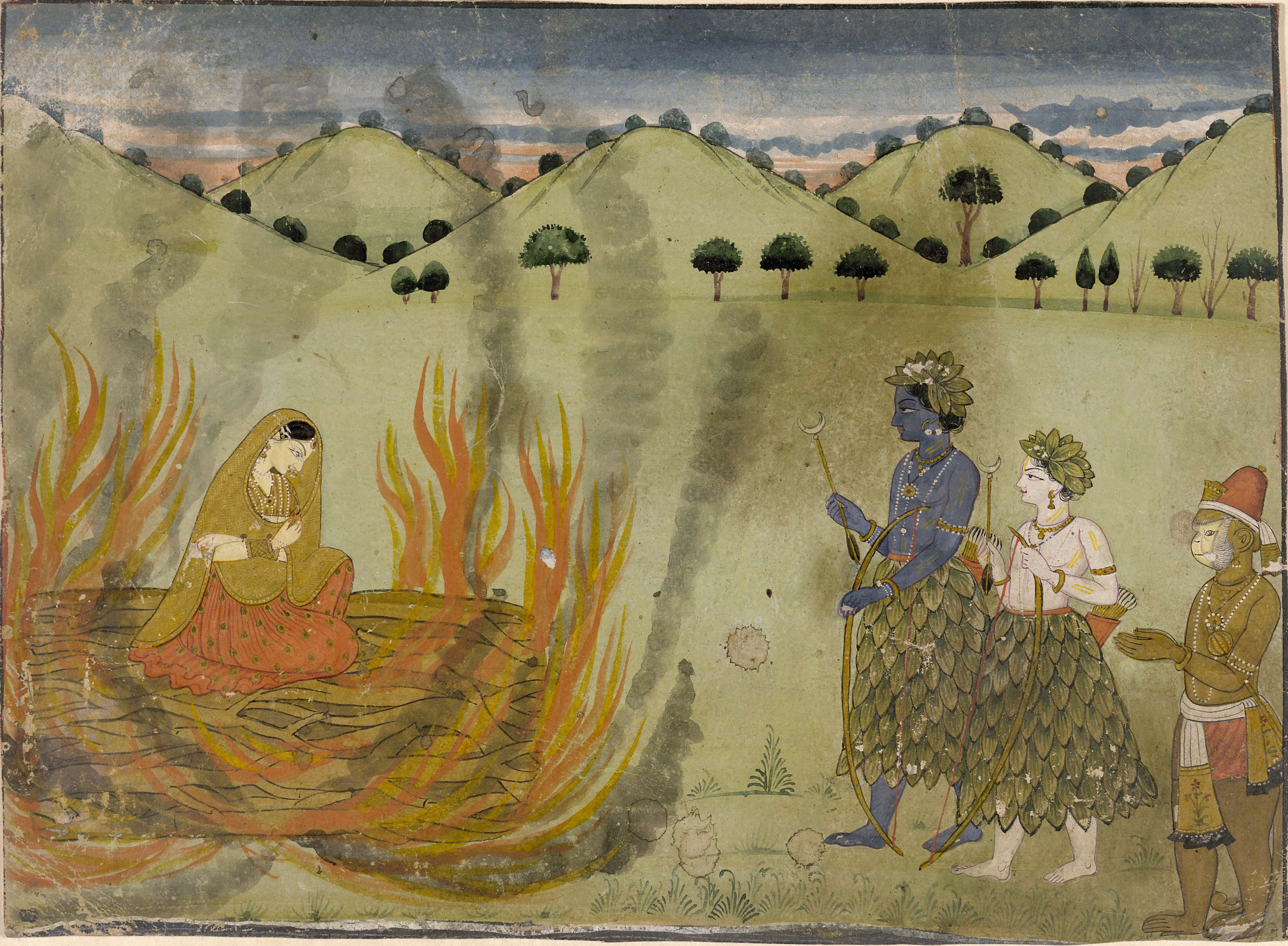
المُحاكمة بالنار